# 头序大黄
头序大黄（学名：Rheum globulosum）为蓼科大黄属下的一个种。

## 扩展阅读
- 維基物種上的相關：头序大黄